# Atomium
L'Atomium è un monumento che si trova nel Parco Heysel di Bruxelles. È una costruzione in acciaio che rappresenta i 9 atomi di una cella unitaria di un cristallo di ferro: un riferimento alle scienze e agli usi dell'atomo, temi importanti e in pieno sviluppo all'epoca.

## Storia
Venne costruito in occasione dell'Expo 1958, l'esposizione universale organizzata in quell'anno dalla città di Bruxelles. Progettato dall'architetto André Waterkeyn, in origine sarebbe dovuto durare sei mesi.
Il monumento ha un'altezza totale di 102 metri. Le sfere, che hanno un diametro di 18 metri, sono collegate da scale mobili e da scale dalle quali, tramite finestrature e oblò, è possibile guardare le altre sfere o il panorama sottostante.
Tre delle sfere superiori non hanno supporto verticale e quindi, per motivi di sicurezza, non sono aperte al pubblico. Dalle finestre della sfera superiore si può godere di una vista panoramica di Bruxelles, mentre le altre sfere ospitano diverse mostre.
Qualora le condizioni climatiche impediscano la vista del panorama dalla sfera più alta della struttura, l'Atomium è attrezzato di computer in grado di digitalizzare l'ambiente esterno onde permettere di visitarlo in qualsiasi giorno.
A causa di necessari lavori di restauro, l'Atomium rimase chiuso al pubblico tra il marzo del 2004 e il 18 febbraio 2006.